# Alexandru Epureanu
Alexandru Epureanu (Chişinău, Moldavia, 27 de septiembre de 1986) es un exfutbolista moldavo que jugaba de defensa.

## Selección nacional
Fue internacional con la selección de fútbol de Moldavia en 100 ocasiones en las que anotó siete goles. Fue el primer jugador en alcanzar el centenar de internacionalidades con dicho país.

## Clubes
| Club                            | País     | Año       |
| ------------------------------- | -------- | --------- |
| F. C. Zimbru Chişinău           | Moldavia | 2002-2004 |
| F. C. Sheriff Tiraspol          | Moldavia | 2004-2006 |
| F. C. Moscú                     | Rusia    | 2007-2009 |
| F. C. Dinamo Moscú              | Rusia    | 2010-2014 |
| Krylia Sovetov Samara (cesión)  | Rusia    | 2012      |
| F. C. Anzhi Majachkalá (cesión) | Rusia    | 2013      |
| F. C. Anzhi Majachkalá          | Rusia    | 2014      |
| Estambul Başakşehir F. K.       | Turquía  | 2014-2023 |
| Ümraniyespor                    | Turquía  | 2023      |

## Palmarés

### Títulos nacionales
| Título                | Club                      | País     | Año     |
| --------------------- | ------------------------- | -------- | ------- |
| Copa de Moldavia      | F. C. Zimbru Chişinău     | Moldavia | 2002-03 |
| Copa de Moldavia      | F. C. Zimbru Chişinău     | Moldavia | 2003-04 |
| Divizia Naţională     | F. C. Sheriff Tiraspol    | Moldavia | 2004-05 |
| Supercopa de Moldavia | F. C. Sheriff Tiraspol    | Moldavia | 2005    |
| Divizia Naţională     | F. C. Sheriff Tiraspol    | Moldavia | 2005-06 |
| Copa de Moldavia      | F. C. Sheriff Tiraspol    | Moldavia | 2005-06 |
| Superliga de Turquía  | Estambul Başakşehir F. K. | Turquía  | 2019-20 |